# Buzz (Autograph)
Buzz è il quarto album in studio della hair metal band statunitense Autograph pubblicato nel 2003 per l'etichetta discografica Point Records.

## Tracce
Testi e musiche di Steve Plunkett.
1. Break a Sweat – 4:10
2. Shake the Tree – 4:26
3. She's the Reason – 4:27
4. Fed Up With Being Down – 4:20
5. That – 5:05
6. Party Like We Did – 4:05
7. Buzz – 4:45
8. Like It Hot – 4:01
9. Heart Raper – 5:02
10. Can't Stop Rockin' – 4:16

## Formazione
- Steve Plunkett - voce, chitarra, tastiere
- T.J. Helmerich - chitarra
- Lance Morrison - basso, cori
- Matt Laug - batteria